# Hannemieke Stamperius
Johanna Maria Jelles (Hannemieke) Stamperius (Tiel, 12 september 1943 – Amsterdam, 22 november 2022) was een Nederlands schrijfster, feministe en literatuurwetenschapster. Zij publiceerde onder haar eigen naam en onder de pseudoniemen Hannes Meinkema en Justa Abbing. Haar proefschrift over Marsman publiceerde ze onder haar huwelijksnaam Hannemieke Postma.

## Biografie
Stamperius is geboren in Nederland in de Tweede Wereldoorlog als dochter van Jaco Stamperius, een ongetrouwde vrouw die was ondergedoken in Tiel vanwege haar medewerking aan het Utrechts Kindercomité, dat Joodse kinderen naar onderduikadressen bracht. Ze is een kleindochter van letterkundige en kinderboekenschrijver Jacob Stamperius.
Ze begon in 1961 met haar studie Nederlandse taal- en letterkunde en Algemene literatuurwetenschap aan de Universiteit Utrecht en studeerde af in 1968 respectievelijk 1970. In haar studententijd woonde ze een tijd in de Stevensfundatie in de Kruisstraat (Utrecht). In 1968 trouwde ze met de neerlandicus Eise Postma, later scheidden ze.
In 1987 adopteerde ze een Braziliaans meisje volgens de Braziliaanse wet. Omdat adoptie in Nederland toen nog niet mogelijk was voor alleenstaanden, duurde het tot 1995 voordat ze een proefproces kon beginnen om haar dochter legaal te kunnen adopteren. Sindsdien is adoptie voor alleenstaanden mogelijk volgens de Nederlandse wet. Over de adoptieproblematiek schreef ze Moeders kindje (1992).
Stamperius overleed in haar slaap op 22 november 2022 in haar woning in Amsterdam. Ze werd 79 jaar.

## Literaire loopbaan
Haar literaire debuut, de roman De maaneter, verscheen in 1974 onder het pseudoniem Hannes Meinkema, dat ze sindsdien reserveerde voor haar fictie. Later schreef ze onder het pseudoniem Justa Abbing een aantal detectives. Kinderboeken schreef ze onder haar eigen naam, evenals haar wetenschappelijke werk.
Het proefschrift waarop ze in 1977 cum laude promoveerde bij A.L. Sötemann, heeft de titel Marsmans 'Verzen'. Toetsing van een ergocentrisch interpretatiemodel.
Samen met Ethel Portnoy richtte Stamperius in 1978 Chrysallis op, een halfjaarlijks tijdschrift voor literatuur en kunst, waarin publicaties van vrouwen voorrang hadden. Andere medewerkers aan het tijdschrift waren Liesbeth Brandt Corstius, Hanneke van Buuren en Esselien 't Hart. Het bleef bestaan tot 1981.
Er verscheen ook poëzie van Stamperius, voor het eerst in 1980 met de bundel Het persoonlijke is poëzie. Ze publiceerde artikelen en verhalen in onder andere de tijdschriften Opzij, Chrysallis, Schrijvers tegen apartheid, Hollands Maandblad en Avenue.

## Eerbewijzen
Stamperius ontving jaarlijks een eregeld van het Stichting Fonds voor de Letteren, mede op voorspraak van Renate Dorrestein, die Stamperius haar 'literaire petemoei' noemde, omdat zij de eerste romans van Dorrestein begeleid had.
In 1989 ontving ze de Annie Romeinprijs voor haar hele oeuvre.

### Hannemieke Postma-Nelemans
- Het perspectief in 'Menuet' (1974, studie, uitgever H.D. Tjeenk Willink, De Nieuwe Taalgids cahiers nr. 3, over 'Menuet' van Louis Paul Boon, ISBN 9001185797)

### Hannemieke Stamperius
- Zie je wel: verhalen over vrouwen door vrouwen (1980, bundel met verhalen van Engelstalige schrijfsters, ISBN 906019666X)
- Vrouwen en literatuur: een inleiding (1980, ISBN 9789062878796, essay)
- 24 manieren om in tranen uit te breken: Nederlandse verhalen door vrouwen over vrouwen (1981, ISBN 9060197569)
- Kind met zes tenen (1986, verhalenbundel door verschillende Nederlandse schrijfsters, ISBN 9025466737)
- In haar uppie (1987, bevat eerder verschenen werk van hedendaagse Engelstalige auteurs, ISBN 9025467148)
- Het verbeelde beest (1988, essay, ISBN 902546727X)
- Onder twee ogen (1988, dagboekfragmenten van Engelstalige 20e-eeuwse schrijfsters, ISBN 9025467369)
- Weet je nog, die baby ben jij (1989, prentenboek, kinderboek, geïllustreerd door Magda van Tilburg, ISBN 9000027012)
- Op eigen hand (1989, dagboekfragmenten van voornamelijk Nederlandse en Vlaamse vrouwen, ISBN 9025466982)
- Een om mee te praten (1990, zeventien verschillende schrijfsters geven in een kort verhaal hun visie op de ideale man, ISBN 9025468152)
- Een schrale troost (1991, verhalen van hedendaagse Nederlandse schrijfsters, ISBN 9025469124)
- In haar dromen (1992, verhalen van hedendaagse Engelstalige vrouwelijke auteurs over geluk, ISBN 9025403727)
- Moeders kindje (1992, autobiografisch relaas, ISBN 902540121X)
- Moeder en kind (1993, verhalen van hedendaagse buitenlandse schrijfsters over de relatie moeder-dochter en moeder-zoon, ISBN 9025400175)
- Moeders mooiste (1994, verhalen van hedendaagse Nederlandstalige schrijfsters over de verhouding tussen moeder en kind, ISBN 9025408516)
- Vrouwen van de wereld in 1000 bladzijden (1996, verhalen van hedendaagse binnen- en buitenlandse schrijfsters, ISBN 9025405207)
- Het meisje van Loch Ness (1996, jeugdboek, ISBN 9024525926)
- Mijn moeder houdt niet van Brazilië (2001, ISBN 9024543517) jeugdboek
- God verzameld (2004, bloemlezing van Nederlandse verhalen en gedichten over God, ISBN 9025422748)
- Kleine theologie voor leken en ongelovigen (2005, ISBN 9025955665)
- De Wadden: de mooiste verhalen over de zee en de eilanden (2007, ISBN 9789046700693)
- God en de Verlichting (2011,[17] religiefilosofie, ISBN 9490708224)
- Judy wil een peer (2016, deel 1 van prentenboekserie Judy zegt Nee, geïllustreerd door Magda van Tilburg op non-profit verhalenwebsite Boox Alive[18]

### Justa Abbing
- Schoonheid, schoonheid (1997, ISBN 902542144X)
- Leraar leerling (1998, ISBN 9025424201)
- Kindje kindje (2000, ISBN 9025496571)
- Man en vader (2004, ISBN 9025425119)